# Kuźnica Żelichowska (przystanek kolejowy)
Kuźnica Żelichowska – nieczynny przystanek kolejowy w Kuźnicy Żelichowskiej, w powiecie czarnkowsko-trzcianeckim, w województwie wielkopolskim.